# Schenevus
Schenevus est une census-designated place du comté d'Otsego, dans l'État de New York, aux États-Unis,. En 2020, elle compte une population de 494 habitants.